# Mushashara
Mushashara är ett periodiskt vattendrag i Burundi.   Det ligger i provinsen Ruyigi, i den centrala delen av landet, 100 km öster om huvudstaden Bujumbura.
Omgivningarna runt Mushashara är en mosaik av jordbruksmark och naturlig växtlighet. Runt Mushashara är det ganska tätbefolkat, med 207 invånare per kvadratkilometer.